# Cap-Saint-Ignace
Cap-Saint-Ignace es un municipio canadiense situado en la provincia de Quebec.

## Superficie
Cap-Saint-Ignace tiene una superficie de 204,32 km².

## Demografía
En 2021, tenía 3099 habitantes, una densidad poblacional de 15,2 hab./km², y 1521 viviendas.